# Austriacka Akademia Nauk

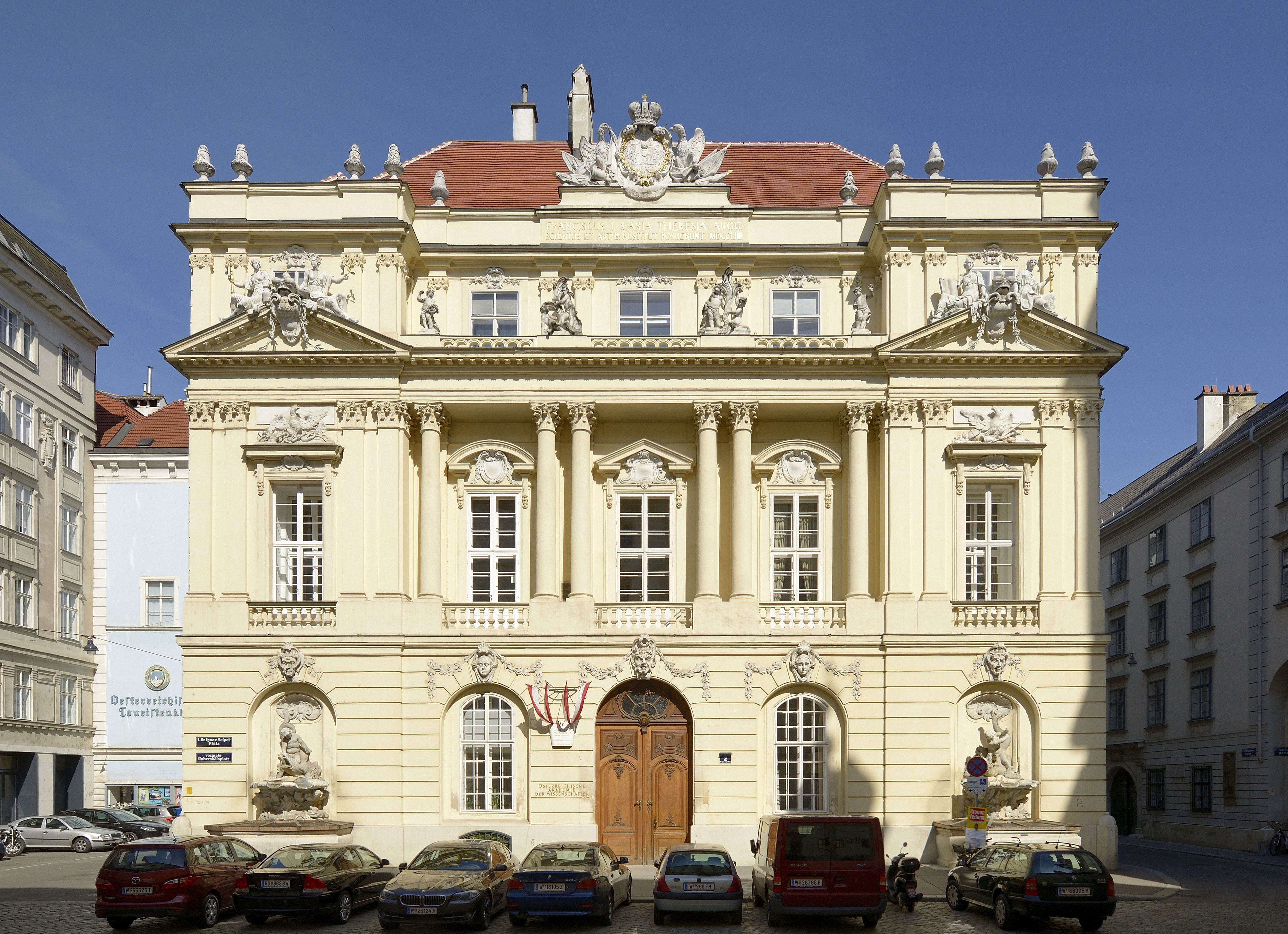
Gmach siedziby Austriackiej Akademii Nauk

Austriacka Akademia Nauk (niem. Österreichische Akademie der Wissenschaften, ÖAW) – austriacka, państwowa instytucja naukowa, założona w 1847 roku jako Kaiserliche Akademie der Wissenschaften in Wien; ma 770 członków i 1600 pracowników (stan na 2017), prowadzi 28 instytutów badawczych.

## Historia
14 maja 1847 roku cesarz Ferdynand I Habsburg zezwolił na założenie cesarskiego towarzystwa naukowego Kaiserliche Akademie der Wissenschaften in Wien. Jego pierwszym przewodniczącym został orientalista Joseph von Hammer-Purgstall (1774–1856).
Towarzystwo propagowało badania w zakresie nauk humanistycznych i przyrodniczych. Akademia publikowała austriackie źródła historyczne, a także chrześcijańskie manuskrypty łacińskie. Nadzorowała również prace archeologiczne w Efezie, Gizie i Sychem, a także badania języków i kultur afrykańskich, azjatyckich i amerykańskich. Akademia prowadziła pierwsze stacje meteorologiczne na terenie całego cesarstwa i zainicjowała powstanie Centralnego Instytutu Meteorologii i Magnetyzmu Ziemi (niem. Zentralanstalt für Meteorologie und Erdmagnetismus) w 1852 roku. Członkowie akademii prowadzili prace badawcze m.in. w basenie Morza Adriatyckiego, a także uczestniczyli w wyprawie badawczej dookoła świata na pokładzie fregaty „Novara” w latach 1857–1859 i wyprawie na biegun północny w latach 1872–1874. Wyniki badań przeprowadzonych podczas obydwu wypraw zostały opublikowane przez akademię. W latach 1898–1899 przeprowadzono interdyscyplinarną wyprawę badawczą do Jemenu i Arabii północnej, gdzie odkryto zamek Kasr Amra.
W 1857 roku akademia przeniosła się do dawnego gmachu Uniwersytetu Wiedeńskiego przy Dr. Ignaz Seipel-Platz w Wiedniu. Akademia była jednym z inicjatorów założenia Międzynarodowego Zrzeszenia Akademii w 1899 roku. W tym samym roku, z inicjatywy akademii powstało archiwum fonograficzne – pierwsze tego typu na świecie, a w latach 1908–1910 pierwszy na świecie Instytut Badań nad Radem. W 1914 roku akademia przejęła pierwszy Instytut Biologii Eksperymentalnej.
Po upadku monarchii w 1918 roku, akademia zaczęła postrzegać się coraz bardziej jako instytucja „niemiecka”, a po aneksji Austrii przez Niemcy w 1938 roku, jej stanowiska kierownicze objęli członkowie partii NSDAP. W 1921 roku jej nazwa została zmieniona na Akademie der Wissenschaften in Wien. Wielu członków akademii, w tym laureaci Nagrody Nobla, zostało zmuszonych do opuszczenia szeregów akademii z powodów politycznych, wielu było prześladowanych a ośmiu zostało zamordowanych w obozach koncentracyjnych.
W pierwszych latach po II wojnie światowej, w wyniku utraty wielu członków i powolnej denazyfikacji akademia pogrążona była w stagnacji. W 1947 roku akademia otrzymała nową nazwę – Österreichische Akademie der Wissenschaften. Stagnacja została przezwyciężona w wyniku procesu intensywnego umiędzynarodowienia instytucji. W latach 60. i 70. XX wieku akademia powołała do życia wiele nowych ośrodków naukowych. Akademia prowadzi badania m.in. w zakresie nauk przyrodniczych, matematycznych, społecznych, historycznych.

## Organizacja
Akademią kieruje prezydium złożone z przewodniczącego, wiceprzewodniczących i dwóch przewodniczących klasowych. Skład prezydium (stan na 2017 rok):
- przewodniczący: Anton Zeilinger
- wiceprzewodniczący: Michael Alram(inne języki)
- przewodniczący klasowi: Oliver Schmitt i Georg Brasseur

Członkowie prezydium wybierani są spośród członków rzeczywistych akademii.

## Działalność
Ustawowym celem akademii jest „propagowanie nauki pod każdym względem” (niem. die Wissenschaft in jeder Hinsicht zu fördern). Akademia prowadzi 28 instytutów naukowych prowadzących prace w zakresie badań podstawowych nauk humanistycznych, społecznych i przyrodniczych. W 2017 roku akademia zatrudniała 1600 pracowników.
Akademia prowadzi programy stypendialne dla młodych naukowców – od 1995 roku przyznała ponad 1000 stypendiów naukowych.
Akademia przyznaje szereg nagród za wybitne osiągnięcia naukowe w zakresie nauk przyrodniczych (m.in. Erwin Schrödinger-Preis), humanistycznych (m.in. Wilhelm-Hartel-Preis) i interdyscyplinarnych – Bader-Preis für die Geschichte der Naturwissenschaften.
Ponadto za wybitne osiągnięcia na rzecz akademii, akademia przyznaje medal „Bene Merito” oraz nagrodę im. Wernera Welziga (niem. Werner Welzig-Preis) dla swoich pracowników.

## Członkostwo
W 2017 roku członkami akademii było 770 osób.